# Генерал-капитанство Венесуэла
Генерал-капитанство Венесуэла (исп. Capitanía General de Venezuela) — административная единица Испанской империи, существовавшая в 1777—1823 годах.

## История
Изначально эти земли находились под юрисдикцией Королевской аудиенсии Санто-Доминго. В 1717 году было создано новое вице-королевство Новая Гранада, и эти земли перешли под его юрисдикцию. В 1730-х годах губернатор провинции Каракас также получил военную власть в провинциях Маракайбо, Кумана, Гайана, Тринидад и Маргарита. Постепенно в Каракасе концентрировалась административная, военная, фискальная и духовная власть над этими землями, хотя формально Маракайбо, Гайана и Тринидад подчинялись Королевской аудиенсии Боготы, а прочие провинции — Королевской аудиенсии Санто-Доминго. Чтобы официальная ситуация соответствовала реальной, в 1777 году было образовано отдельное генерал-капитанство Венесуэла, не подчинённое Королевской аудиенсии Боготы, а провинции Маракайбо, Гайана и Тринидад были в юридическом плане переведены в ведение Королевской аудиенсии Санто-Доминго. В 1786 году была образована отдельная Королевская аудиенсия Каракаса, зона юридической ответственности которой совпадала с зоной административно-военного контроля генерал-капитанства Венесуэла.

## Генерал-капитаны Венесуэлы
- Луис де Унзага и Амезага (1777—1782)
- Педро де Нава (1782)
- Мануэль Гонсалес де Агилар (1782—1786)
- Хуан де Гильельми и Андрада-Вандервильде (1786—1792)
- Педро Карбонель Пинто Виго и Корреа (1792—1799)
- Хоакин де Субильага (1799)
- Мануэль де Гевара Васконселос (1799—1807)
- Хуан де Касас и Баррера (1807—1809)
- Висенте Емпаран (1809—1810)
- Фернандо Мийарес (1810—1812)
- Доминго де Монтеверде (1812—1813)
- Хуан Мануэль Кахигаль (1813—1815)
- Пабло Морильо (1815—1816)
- Сальвадор де Моксо (1816—1817)
- Хуан Баутиста Пардо (1817—1818)
- Рамон Корреа и Гевара (1819)
- Франсиско дель Пино (1820)
- Рамон Корреа и Гевара (1821)
- Мигель де ла Торре (1821—1822)
- Франсиско Томас Моралес (1822—1823)